# Кудряве (Охтирський район)
Кудря́ве —  село в Україні, у Чернеччинській сільській громаді Охтирського району Сумської області. Населення станом на 2001 рік - 640 осіб. Колишній орган місцевого самоврядування — Височанська сільська рада.
Село газифіковане, центральні вулиці з асфальтним покриттям.

## Географія
Село Кудряве знаходиться на березі річки Охтирка, біля її витоків, нижче за течією примикає село Веселий Гай. Поруч проходить автомобільна дорога Т 46.

## Історія
12 червня 2020 року, відповідно до розпорядження Кабінету Міністрів України № 723-р «Про визначення адміністративних центрів та затвердження територій територіальних громад Сумської області», село увійшло до складу Черниччинської сільської громади.
19 липня 2020 року, в результаті адміністративно-територіальної реформи та ліквідації Охтирського району(1923-2020), село увійшло до складу новоутвореного Охтирського району.

## Населення

### Мова
Розподіл населення за рідною мовою за даними перепису 2001 року:
| Мова       | Відсоток |
| ---------- | -------- |
| українська | 91,72%   |
| російська  | 7,66%    |
| білоруська | 0,62%    |

## Економіка
Економіка села - обробка присадибних ділянок, розведення ВРХ. Обласна спеціалізована психіатрична лікарня № 2.(на грані закриття)